# Radmožanci
Radmožanci (węg. Radamos) – wieś w Słowenii, w gminie Lendava. 1 stycznia 2018 liczyła 215 mieszkańców.